# 小行星6552
小行星6552（英語：6552 Higginson）是一颗围绕太阳公转的小行星。1989年4月5日，埃莉諾·赫琳在帕洛马山发现了此天体。
这颗小行星的绝对星等为83.54642等。